# Zwartbandboomgors
De zwartbandboomgors (Microspingus torquatus synoniem: Poospiza torquata) is een zangvogel uit de familie Thraupidae (tangaren).

## Verspreiding en leefgebied
Deze soort telt 2 ondersoorten:
- M. t. torquata: westelijk, centraal en zuidelijk Bolivia.
- M. t. pectoralis: noordelijk en centraal Argentinië.